# 布豐投針問題

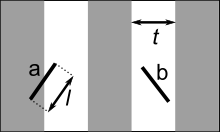

布豐投針問題（法語：Aiguille de Buffon，又译“蒲丰投針問題”），是法國學者布丰於18世紀提出的一個数学問題：
設我們有一個以平行且等距木紋舖成的地板（如右圖），現在隨意拋一支長度比木紋之間距離小的針，求針和其中一條木紋相交的機率。
使用積分幾何能找到此題的解。用該方法可設計一個求π的蒙地卡羅方法，不過這並非布豐的本意。

## 解法
設針的長度是{\displaystyle \ell }，平行線之間的距離為{\displaystyle t}，{\displaystyle x}為針的中心和最近的平行線的距離，{\displaystyle \theta }為針和線之間的銳角。
{\displaystyle x\in [0,t/2]}且均匀分布，其機率密度函數為{\displaystyle {\frac {2}{t}}}。 
{\displaystyle \theta \in [0,\pi /2]}且均匀分布，其機率密度函數為{\displaystyle {\frac {2}{\pi }}}。
{\displaystyle x,\theta }兩個隨機變數互相獨立，因此兩者結合的機率密度函數只是兩者的積：
{\displaystyle {\frac {4}{t\pi }}\ (x\in [0,t/2],\theta \in [0,\pi /2])}
當{\displaystyle x\leq {\frac {\ell }{2}}\sin \theta }，針和線相交，然後對{\displaystyle x,\theta }積分得出所求機率。
要求上式的積分需要分為兩種情況：“短針”{\displaystyle ({\ell }\leq t)}以及“長針”{\displaystyle ({\ell }>t)}；以下考慮“短針”情況，計算上式積分得針與線相交的機率：
{\displaystyle P=\int _{0}^{\frac {\pi }{2}}\int _{0}^{(\ell /2)\sin \theta }{\frac {4}{t\pi }}\,dx\,d\theta ={\frac {2\ell }{t\pi }}}
作簡單變換可得{\displaystyle \pi ={\frac {2\ell }{tP}}},
當拋{\displaystyle n}支針，其中有{\displaystyle h}支針與線相交，利用多次重複試驗所觀察事件發生的頻率越來越接近機率的理論值{\displaystyle P\approx {\frac {h}{n}}}。
近似可得{\displaystyle \pi \approx {\frac {2\ell n}{th}}}

## 拉扎里尼的估計
1901年，意大利數學家马里奥·拉扎里尼（Mario Lazzarini）嘗試進行此實驗。他拋了3408次針，得到π的近似值為355/113。
拉扎里尼選取了一支長度是紋的距離的5/6的針。在這個情況，針和紋相交的機會是5/(3π)。如果想拋n次針而得到x次相交，π約等於{\displaystyle 5/3\times n/x}。分母、分子少於五位數字，沒有比355/113更好的π的近似值了。因此，可以列式{\displaystyle 355/113=5/3\times n/x}，得{\displaystyle x=113n/213}。
為求x的值接近這個數，可以重覆拋213次針，若有113次是成功的，便可終止實驗，宣布這個方法求π值準確度不低；否則，就再拋213次針，希望共有226次成功……這次反覆進行實驗。拉扎里尼做了{\displaystyle 3408=213\times 16}次。

## 外部連結
- Buffon's Needle Problem （页面存档备份，存于） at cut-the-knot
- Math Surprises: Buffon's Noodle （页面存档备份，存于） at cut-the-knot
- MSTE: Buffon's Needle （页面存档备份，存于）
- Buffon's Needle Java Applet （页面存档备份，存于）
- Estimating PI Visualization (Flash) （页面存档备份，存于）
- Buffon's needle: fun and fundamentals (presentation) （页面存档备份，存于） at slideshare
- Animations for the Simulation of Buffon's Needle （页面存档备份，存于） by Yihui Xie using the R package animation
- 3D Physical Animation （页面存档备份，存于） by Jeffrey Ventrella
- Padilla, Tony. . Numberphile. Brady Haran.   [2013-04-09]. （原始内容存档于2013-05-17）.